# 安徽艺术职业学院
安徽艺术职业学院是中国安徽省的一所国立综合性艺术学院。始创于1956年，学校现有在校生3400多人，拥有本科、专科、高职、中专四个教学层次。学院宣城路教学区坐落于安徽省合肥市宣城路16号。

## 变迁
- 1956年， 安徽艺术学校创立。
- 1958年，升级为安徽艺术专科学校。
- 1959年，将皖南大学艺术系并入，更名为安徽艺术学院。
- 1963年，恢复名字为安徽艺术学校。
- 1988年，开办安徽大学艺术专科班。
- 1996年，与安徽大学联合开办安徽大学艺术学院。
- 2003年6月，成立安徽艺术职业学院。

## 两大校区
- 宣城路教学区（占地35060平方米）
- 大学城新校区（占地77340平方米）

## 院系
- 美术系
- 音乐系
- 舞蹈系
- 戏剧系
- 综艺系
- 基础教育部

## 著名校友
- 黄梅戏“五朵金花”
  - 马兰、吴琼、杨俊、袁玫、吴亚玲
- 歌唱演员
  - 马梅、迟黎明、张燕
- 歌星
  - 解晓东
- 梅花奖得主
  - 黄新德、李龙斌、李文
- 画家
  - 朱松发、徐德隆、葛新民
- 李景霞（中国第一位琵琶女博士）
- 李玲玲（中国第一位扬琴女硕士）
- 隋景山（中国第一位唢呐硕士）
- 徐昌俊（名作曲家、中央音乐学院副院长、博士）